# ايخمان في القدس
أيخمان في القدس: تقرير حول تفاهة الشر هو كتاب صدر عام 1963 للمفكرة السياسية حنة أرندت . أرندت كانت فيلسوفة المانية-اميركية يهودية, فرت من ألمانيا أثناء صعود أدولف هتلر إلى السلطة ، وكتبت تقريرًا عن محاكمة أدولف أيخمان ، أحد المنظمين الرئيسيين للمحرقة اليهودية . نشر الكتاب كمجموعة مقالية لصحيفة نيويوركر . ونشرت طبعة منقحة وموسعة في عام 1964.

## الموضوع

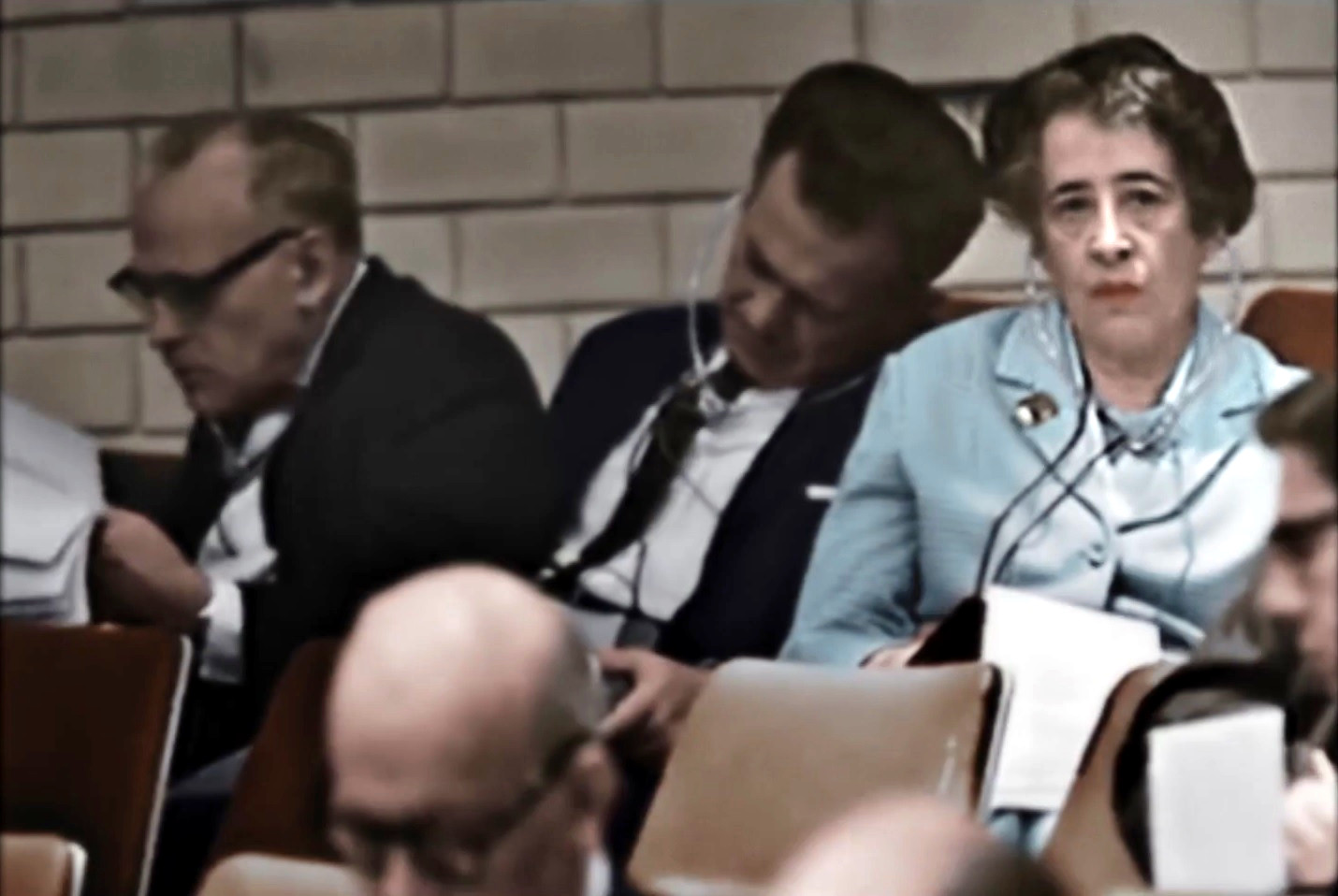
أرندت أثناء المحاكمة

اشتهر العنوان الفرعي لأرندت بعبارة "تفاهة الشر". تشير العبارة إلى سلوك أيخمان في المحاكمة حيث لم يُظهر أي ذنب لأفعاله ولا كراهية لمن يحاكمونه، لانه ادعى أنه لا يتحمل أي مسؤولية لعمله حيث انه كان ببساطة " يقوم بعمله ".

## ايخمان
أخذت أرندت شهادة أيخمان أمام المحكمة والأدلة التاريخية المتاحة، وأبدت عدة ملاحظات عن المُحاكَم:
- صرح أيخمان في المحكمة أنه حاول دائمًا الالتزام بمبدأ ايمانويل كانط "المطلق". [4] وحاججت حنة بأن أيخمان قد أخذ درسًا خاطئًا من كانط: لم يعترف أيخمان بـ " القاعدة الذهبية " ومبدأ المعاملة بالمثل الضمني في فلسفة كانط، لكنه فهم فقط مفهوم أفعال رجل واحد التي تتزامن مع القانون العام. وهو خطأ من فهم ايخمان نفسه لكانط[5]
- في حين أن أيخمان ربما كان لديه ميول معادية للسامية، فقد زعمت أرندت أنه لم يظهر "أي حالة من الكراهية المجنونة لليهود، أو معاداة السامية المتعصبة أو التلقين من أي نوع تجاه من كان يقاضيه او من حضر المحاكمة. ولم يكن لديه شخصيًا أي شيء على الإطلاق ضد اليهود". [6]
- على الرغم من ادعاءاته، لم يكن أيخمان، في الواقع، ذكيًا جدًا. كما توضح أرندت في الفصل الثاني من الكتاب، لم يتمكن من إكمال المدرسة الثانوية أو التدريب المهني ، ولم يجد وظيفته المهمة الأولى إلا من خلال العلاقات العائلية. هذا جعله خجلا من نفسه حيث كما وصفت ارنت فقد"احمر خجلاً" عندما ظهرت هذه الحقائق إلى الحاضرين.

- تؤكد أرندت عدة نقاط ادعى فيها أيخمان أنه كان مسؤولاً عن بعض الفظائع، على الرغم من أنه كان يفتقر إلى القوة أو الخبرة اللازمة لاتخاذ هذه الإجراءات. علاوة على ذلك، قدم أيخمان هذه الادعاءات على الرغم من أنها أضرت بدفاعه، ومن هنا جاءت ملاحظة أرندت بأن "التفاخر كان الرذيلة التي أبطلت آيخمان". تشير أرندت أيضًا إلى أن أيخمان ربما كان يفضل أن يُعدم كمجرم حرب على أن يعيش بلا أحد. وهذا يوازي مبالغته في تقدير ذكائه وقيمته السابقة في المنظمات التي خدم فيها.[7]

تشير أرندت إلى أن هذا يشكك بشكل لافت للنظر في فكرة أن المجرمين النازيين كانوا مرضى نفسيين مختلفين عن الأشخاص "العاديين". من تحليل ارندت، استنتج الكثيرون أن مواقف مثل الهولوكوست يمكن أن تجعل حتى أكثر الناس عاديين يرتكبون جرائم مروعة مع الحوافز المناسبة، لكن أرندت اختلفت بشدة مع هذا التفسير، حيث كان أيخمان يتبع طوعًا مبدأ الفوهرر واوامره وعمله. تصر أرندت على أن الاختيار الأخلاقي يظل قائمًا حتى في ظل الشمولية، وأن هذا الاختيار له عواقب سياسية حتى عندما يكون المختار عاجزًا سياسيًا كحالة ايخمان هنا.
أنهت أرندت الكتاب ب:

## مشروعية المحاكمة
بالإضافة إلى مناقشتها لأيخمان نفسه، تناقش أرندت عدة جوانب إضافية للمحاكمة وسياقها.
- وتشير إلى أن أيخمان اختطف على يد عملاء إسرائيليين في الأرجنتين لأنه كغيره من مجرمي الحرب الالمان هاجر الى امريكا اللاتينية,وتم ترحيله إلى إسرائيل، وهو عمل غير مشروع، وأنه تمت محاكمته في إسرائيل رغم أنه لم يكن متهما بارتكاب أي جرائم هناك.
- وتصف محاكمته بأنها محاكمة صورية رتبها رئيس الوزراء ديفيد بن غوريون ، وتقول إن بن غوريون أراد، لعدة أسباب سياسية، التأكيد ليس في المقام الأول على ما فعله أيخمان، ولكن على ما عانى منه اليهود خلال الهولوكوست. [8] وتشير إلى أن مجرمي الحرب الذين حوكموا في نورمبرغ "اتُهموا بارتكاب جرائم ضد أعضاء دول مختلفة"، دون الإشارة بشكل خاص إلى الإبادة الجماعية النازية ضد اليهود.
- تشكك حنة كذلك في حق إسرائيل في محاكمة أيخمان. وكانت إسرائيل من الدول الموقعة على اتفاقية الأمم المتحدة للإبادة الجماعية لعام 1950، التي رفضت الولاية القضائية العالمية وطالبت بمحاكمة المتهمين "في الأراضي التي ارتكبت فيها الجريمة" أو أمام محكمة دولية. ولم تتبع المحكمة في القدس أياً من الخيارين. [9]
- لم تكن أفعال أيخمان جرائم بموجب القانون الألماني، لأنه في ذلك الوقت، كان في نظر الرايخ الثالث مواطنًا ملتزمًا بالقانون. تمت محاكمته بتهمة " جرائم بأثر رجعي ". [10]
- وقد اتبع المدعي العام، جدعون هاوزنر ، اللهجة التي حددها رئيس الوزراء بن غوريون، الذي قال: "إنها ليست محاكمة فرد ولا النظام النازي، بل معاداة السامية عبر التاريخ". كانت تصريحات هاوزنر الافتتاحية المقابلة، والتي أشارت بشكل كبير إلى مقاطع الكتاب المقدس، "تاريخًا سيئًا وخطابًا رخيصًا"، وفقًا لأرندت. علاوة على ذلك، أشار التقرير إلى أن أيخمان لم يكن مجرمًا، بل "المنفذ البريء لبعض المصير المحتوم". [11]

## تفاهة الشر
قدم كتاب أرندت مفهوم تفاهة الشر لأول مرة .  فكرتها هي أن أيخمان لم يكن في الواقع متعصبًا أو معتلًا اجتماعيًا ، بل كان بدلاً من ذلك شخصًا عاديًا يعتمد على دفاعات مهنية بسيطة بدلاً من التفكير بنفسه وكره شخصي لليهود،  كان مدفوعًا بالترقيات الوظيفي بدلاً من التعصبات الأيديولوجية ، وآمن بالنجاح الذي كان يسعى إليه والذي اعتبىه المعيار الرئيسي لـ "مجتمع جيد".  التفاهة، بهذا المعنى، لا تعني أن تصرفات أيخمان كانت عادية بأي حال من الأحوال، ولكن أفعاله كانت مدفوعة بنوع من الرضا عن النفس الذي كان غير استثنائي على الإطلاق.  مما جعلها تافهة.
كان العديد من المفكرين في القرن الماضي مؤيدين لهذا المفهوم،   والذي أطلق عليه "واحدة من أبرز العبارات في الحياة الثقافية في القرن العشرين،"  ويظهر في العديد من السياقات الحديثة حول الحقيقة, الأخلاق والعدالة,   وكذا في عمل لجان الحقيقة والمصالحة .  يرى آخرون أن تعميم هذا المفهوم بمثابة خطأ، حيث يؤدي الفشل في استجواب الحكمة المتلقاة إلى الضعف والانحدار الفردي والنظامي. 

## إدعاء التعاون اليهودي
إحدى النقاط الأخرى الأكثر إثارة للجدل التي أثارتها أرندت في كتابها هي انتقادها لدور السلطات اليهودية الأوروبية في الهولوكوست.   أعربت أرندت في كتاباتها عن اعتراضاتها على رفض المحكمة التطرق إلى تعاون قادة المجالس اليهودية مع النازيين. وتؤكد أرندت في الكتاب أن المنظمات والقيادات اليهودية في أوروبا تعاونت مع النازيين وكانت مسؤولة عن وصول أعداد الضحايا اليهود إلى ماوصلت اليه: 

## أنظر أيضا
- الانعزال الأخلاقي
- تجربة ميلغرام
- تجربة سجن ستانفورد
- حنة آرندت
- آدولف آيخمان
- الهولوكوست
- أصول الشمولية